# Nalón (fiume)
Il Nalón è un fiume spagnolo che nasce a Fuente de Nalona, sotto il passo di Puerto de Tarna, e sfocia nel Golfo di Biscaglia che è situato tra San Esteban de Pravia  e San Juan de la Arena.

## Affluenti principali
Gli affluenti principali sono (tra parentesi le rispettive lunghezze)
- Narcea: (97 km), è l'affluente principale
- Caudal: (61 km)
- Trubia: (46 km)
- Cubia: (41 km)
- Sama: (16,5 km)

## Località attraversate
(Dalla foce alla sorgente; tra parentesi i comuni di appartenenza) 

### Basso Nalón
| Località               | Comune di appartenenza |
| ---------------------- | ---------------------- |
| San Esteban de Pravia  | Muros de Nalón         |
| San Juan de la Arena   | Soto del Barco         |
| Soto                   | Soto del Barco         |
| Riberas de Pravia      | Soto del Barco         |
| Peñaullán,             | Pravia                 |
| Santianes del Rey Silo | Pravia                 |
| Pravia                 | Pravia                 |
| Santoseso              | Candamo                |
| Forcinas               | Pravia                 |
| Pronga                 | Pravia                 |
| San Tirso              | Candamo                |
| Aces                   | Candamo                |
| San Román              | Candamo                |
| Grullos                | Candamo                |
| Murias                 | Candamo                |
| Cuero                  | Candamo                |

### Corso medio
| Località             | Comune di appartenenza |
| -------------------- | ---------------------- |
| Castañedo            | Grado                  |
| Peñaflor             | Grado                  |
| Santa María de Grado | Grado                  |
| Valduno              | Las Regueras           |
| Pintoria             | Oviedo                 |
| Caces                | Oviedo                 |
| Puerto               | Oviedo                 |
| Udrión               | Oviedo                 |
| Godos                | Oviedo                 |
| Olloniego            | Oviedo                 |
| Tudela Veguín        | Oviedo                 |
| Box                  | Oviedo                 |
| Palomar              | Ribera de Arriba       |
| Soto de Ribera       | Ribera de Arriba       |
| Ferreros             | Ribera de Arriba       |

### Valle del Nalón
| Località        | Comune di appartenenza     |
| --------------- | -------------------------- |
| Frieres         | Langreo                    |
| Barros          | Langreo                    |
| La Felguera     | Langreo                    |
| Sama            | Langreo                    |
| Ciaño           | Langreo                    |
| Blimea          | San Martín del Rey Aurelio |
| Barredos        | Laviana                    |
| Carrio          | Laviana                    |
| Pola de Laviana | Laviana                    |
| Entralgo        | Laviana                    |
| Puente D'Arcu   | Laviana                    |
| Lorío           | Laviana                    |
| El Condao       | Laviana                    |
| Rioseco         | Sobrescobio                |
| Tanes           | Caso                       |
| Coballes        | Caso                       |
| Campo de Caso   | Caso                       |